# Libianca
Libianca, de son nom complet Libianca Kenzonkinboum Fonji, née le 23 juillet 2000 à Minneapolis (Minnesota), est une chanteuse américano-camerounaise. Elle participe en 2021 à la 21e édition de la version américaine de The Voice. Elle se fait connaître grâce à son single People, sorti en 2022 et qui se classe en février 2023 no 1 aux Afrobeats Charts au Royaume-Uni et no 2 aux US Afrobeats Billboard aux États-Unis.  

## Biographie

### Enfance et jeunesse
Libianca naît le 23 juillet 2000 à Minneapolis, dans le Minnesota,. Dès ses quatre ans, elle est contrainte de suivre sa mère, menacée d’expulsion, à Bamenda, dans la région du Nord-Ouest du Cameroun. Élevée dans cette ville, Libianca chante dans des chorales de gospel et fréquente un internat, où elle apprend à jouer de la guitare. À l'âge de 13 ans, Libianca quitte le Cameroun pour regagner les États-Unis.

### Carrière
En 2021, elle passe les auditions à l'aveugle et rejoint l'emission The Voice dans l'équipe du chanteur Blake Shelton. Elle atteint le top 20 avant d'être éliminée. En 2022, elle sort le titre People. Le single rencontre un énorme succès avec plus de 50 millions de streams sur Spotify et des millions de vues sur YouTube. Au Royaume-Uni, la chanson est classée no 17 de ventes officielles de singles et no 1 des Afrobeats Charts . Aux États-Unis, elle se positionne no 2 dans les Afrobeats Billboard. En 2022, la chanteuse signe avec les labels RCA Records, 5K Records et Sony Music.
En 2023, elle effectue une reprise de son single People en collaboration avec Becky G. Elle signe également l’EP People (Remixes), où l’on retrouve sa collaboration avec Omah Lay et Ayra Starr. Dans la foulée, elle sort le single Jah, ainsi qu’une seconde version : Jah – A Colors Show. Elle remporte un BET Award, dans la catégorie Best New International Act. La même année, Libianca assure la première partie d'Alicia Keys lors de sa Keys to the Summer Tour.
En avril 2024, la chanteuse annonce qu'elle reporte sa tournée nord-américaine après avoir reçu des menaces de mort pour s'être produite avec un drapeau camerounais. Les menaces, au nombre de plus de cinquante, sont envoyées par des séparatistes actifs dans les régions anglophones du Cameroun, en proie à un conflit armé. Ils interprètent le fait que la chanteuse ait brandi le drapeau camerounais comme une manifestation de soutien au président Paul Biya.

## Discographie

### Singles
- 2019 : Level
- 2020 : My Place
- 2021 : Thank You
- 2021 : Special Lovin'
- 2022 : People
- 2023 : People (feat. Ayra Starr & Omah Lay)
- 2023 : Jah
- 2024 : Gods People
- 2025 : No Water

### Apparitions
- 2023 : JAE5, Lojay ft. Libianca - I Wish
- 2024 : Lewis Fitzgerald ft. Libianca - Darling
- 2024 : Manal ft. Libianca - ONE DAY (sur l'album Arabian Heartbreak)
- 2024 : KJ Spio, Harmonize, Libianca - SIDE
- 2025 : Dej Loaf, Runtown, Libianca - Up or Down

## Distinctions
| Année | Cérémonie              | Récompense                                     | Résultat   | Réf    |
| ----- | ---------------------- | ---------------------------------------------- | ---------- | ------ |
| 2023  | BET Awards             | Best New International Act                     | Lauréat    | [ 12 ] |
| 2023  | MTV Video Music Awards | Best Afrobeats Video                           | Nomination | [ 13 ] |
| 2023  | Balafon Music Awards   | Meilleure performance internationale           | Nomination | [ 14 ] |
| 2023  | The Headies (en)       | Meilleur artiste d’Afrique centrale de l'année | Lauréat    | [ 15 ] |